# فلوریدا ریج (فلوریدا)
فلوریدا ریج (به انگلیسی: Florida Ridge) یک منطقهٔ مسکونی در ایالات متحده آمریکا است که در شهرستان ایندیان ریور، فلوریدا واقع شده‌است. فلوریدا ریج ۳۲٫۶ کیلومتر مربع مساحت و ۱۸٬۱۶۴ نفر جمعیت دارد و ۶ متر بالاتر از سطح دریا واقع شده‌است.